# جان ای. بریانت
جان ای. بریانت، (به انگلیسی: John A. Bryant) (زاده ۱۹۶۵) کارآفرین، بازرگان و مدیر ارشد اجرایی استرالیایی است، که در حال حاضر به‌عنوان مدیر عامل اجرایی شرکت کیلوگ فعالیت می‌کند.